# Маврикий на летних Олимпийских играх 2012
Маврикий на летних Олимпийских играх 2012 будет представлен как минимум двумя спортсменами в боксе.

## Результаты соревнований

### Бокс
Мужчины
| Соревнование        | Спортсмены | 1-й раунд          | 2-й раунд          | Четвертьфинал      | Полуфинал          | Финал              |
| Соревнование        | Спортсмены | Соперник Результат | Соперник Результат | Соперник Результат | Соперник Результат | Соперник Результат |
| ------------------- | ---------- | ------------------ | ------------------ | ------------------ | ------------------ | ------------------ |
| до 52 кг            |            |                    |                    |                    |                    |                    |
| Оливер Лавиджиланте |            |                    |                    |                    |                    |                    |
| до 64 кг            |            |                    |                    |                    |                    |                    |
| Ришарно Колен       |            |                    |                    |                    |                    |                    |